# FC Radlice
FC Radlice byl pražský fotbalový klub založený roku 1903 sportovními nadšenci z Radlic. Jeho původním sídlem bylo škvárové hřiště ve starých Radlicích, zhruba v místech, kde je dnes křižovatka ulic K Vodojemu a Radlická.
V období po druhé světové válce byl klub nucen změnit sídlo hřiště na místo u vysokého komínu na Radlické ulici. V 50. letech 20. století klub přesídlil na Císařskou louku, kde pokračoval v tradici fotbalu na tomto pražském ostrově založené již 29. března 1896 prvním derby Sparty a Slavie.
V roce 2012 klub zanikl, protože vypršela nájemní smlouva na Císařské louce. V nové smlouvě vlastník hřiště České přístavy požadoval vyšší nájem, který nebyl pro FC Radlice vyhovující a tak uvažoval o pronájmu jiného okolního hřiště, ale nakonec klub zcela zanikl. Zřejmě poslední zápasy na Císařské louce se odehráli v červnu 2012. Odehrály se v rámci III. třídy pražských soutěží, 2. června 2012 domácí Radlice "A" prohráli 1:5 se Štěrboholy C a 3. června 2012 domácí Radlice "B" remizovaly 3:3 s Lysolajemi.
Největšími úspěchy klubu je předválečné účinkování ve Středočeském župním přeboru (obdoba dnešní ČFL). Mezi nejslavnější odchovance patří Ota Hemele, pozdější hráč Slavie Praha a československé reprezentace.